# Уссурийские казаки

Военнослужащий Уссурийской казачьей конной сотни, 1869 год.

Уссури́йские каза́ки — часть сословия казаков в Российской империи в Уссурийском крае.
Другие определения, по мнению некоторых — этносословная группа, военное сословие-народность. Уссурийские казаки жили в Приморье к югу от Хабаровска, в районе рек Уссури и Сунгари. Войсковой штаб — Хабаровск.

## История
См. также уссурийский казачий полк

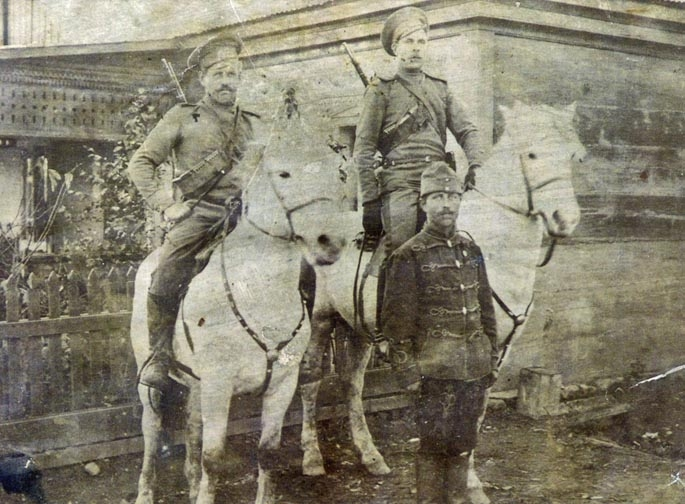
Уссурийские казаки с пленным австрийцем (1916 г.)

Заселение казаками территории юга Дальнего Востока России происходило сразу после подписания Айгунского и Пекинского договоров. В 1855—1862 годах прибыло 16 400 казаков-забайкальцев и «штрафованных» казаков (проштрафившихся нижних чинов из внутренних губерний государства), которые основали здесь 96 станиц и посёлков, в том числе 29 — на реке Уссури. Первоначально уссурийское казачье население подчинялось губернатору Амурской области (в военном и хозяйственном отношении) и губернатору Приморской области (в вопросах гражданского управления).
В 1869 году, для занятия сухопутной границы и её охраны, была сформирована Уссурийская конная казачья сотня, укомплектованная личным составом из охотников (добровольцев) из Забайкальского и Амурского войск и нижних чинов линейных батальонов, ставшая родоначальницей Приморского драгунского полка.
Положение об Уссурийском казачьем войске было утверждено 26 июня 1889 года. Кроме уссурийских казаков, в него зачисляли переселенцев из Донских казаков, Оренбургских казаков. В момент образования войска на его территории имелось четыре станичных округа: Казакевичевский, Козловский, Платоно-Александровский, Полтавский.
В 1890-е годы Государственным Советом было санкционировано новое казачье переселение из европейской части России. Целью являлось общее увеличение численности и охрана территории вдоль строящегося Транссиба. Руководство осуществлял Наказной атаман Приамурских казачьих войск С. М. Духовской. В 1894 году он передал в пользование 9142 тыс. десятин земли. Эти земли получили название «отвода Духовского».
Всего за 5 лет (1895—1899) в Уссурийское казачье Войско прибыли 5 419 переселенцев из Донского, Оренбургского и Забайкальского казачьих Войск.
Они владели 6740 км² земли.
Успехи России в Маньчжурии, во время Китайского похода 1900 года, во многом были обязаны энергичным действиям Забайкальских, Амурских и Уссурийских казаков и Маньчжурской охранной стражи, организованной и обученной по образцу казачьих войск.
Уссурийские казаки выполняли пограничную, почтовую и полицейскую службу, участвовали в русско-японской войне. Во время Первой мировой войны уссурийские казаки выставили кавалерийский полк и шесть сотен. При этом значительная часть казачьих семейств находилась в тяжёлом положении, так как не хватало трудоспособных мужчин. Например, по состоянию на октябрь 1916 года из 2 188 семей Уссурийского казачьего войска 637 не имели мужчин в возрасте от 17 до 50 лет (данные без учёта мобилизованных и отправленных на фронт). Уровень жизни уссурийских казаков был невысок, их хозяйства зачастую имели только по одной лошади, которая в мирное время использовалась в гражданских целях, а в военное — как кавалерийская. На 1 января 1905 года в Уссурийском войске числились 3308 нижних чинов и только 1483 лошади.
После Февральской революции 11 — 13 марта 1917 года в Никольск-Уссурийском заседал I Войсковой казачий круг, делегаты которого решили, что казачество должно быть ликвидировано, но только после созыва Учредительного собрания. II Войсковой казачий круг, проведённый там же с 5 по 9 апреля 1917 года предоставил казакам право выхода из казачьего сословия, а также принял проект войскового самоуправления. III Войсковой казачий круг, прошедший там же с 3 по 14 октября 1917 года постановил сохранить казачье сословие.
Во время гражданской войны среди уссурийских казаков произошёл раскол по месту переселения, часть казаков поддержала политику большевиков по ликвидации казачества как сословия и слияния его с крестьянством. Остальные выступили под командованием атамана Калмыкова в основном на стороне белых. Боевые действия гражданской войны на территориях Уссурийского казачьего войска отличались ожесточённостью, но ограниченность ресурсов, внутренний раскол казачества и сепаратизм казачьей верхушки (уклонение от совместных действий с армией А. В. Колчака против красных) предопределили поражение казаков. После гражданской войны войско прекратило своё существование.

## Расселение
По станичным округам поселения Уссурийского Войска распределялись в 1913 г. следующим образом:
- Бикинский станичный округ (ныне Хабаровский край) — одноимённая станица и 15 посёлков; Васильевский, Георгиевский, Евгеньевский, Зарубинский, Княжевский, Козловский, Колюбакинский, Лончаковский, Нижне-Михайловский, Оренбургский, Покровский, Тартышевский, Унтербергеровский.
- Гленовский (ныне Хабаровский край) — станица и 20 посёлков; Алюнинский, Аргунский, Венюковский, Видный, Забайкальский, Казакевический, Кедровский, Киинский, Киселёвский (исключён из списка)[15], Коншинский, Корсаковский, Кукелевский, Невельской, Ново-Троицкий, Трёх-Святительский (исключён из списка)[15], Хопёрский, Хорский, Черняевский, Чупровский, Шереметевский.
- Гродековский (ныне Приморский край) — станица и 13 посёлков; Алексеевский, Атамановский, Барабаш-Левада, Барано-Оренбургский, Благодатный, Богуславский, Василье-Егоровский, Владимирский, Духовской, Екатерининский, Нестеровский, Сергиевский, Софье-Алексеевский.
- Донской (ныне Приморский край) — станица и 14 посёлков; Буссе, Верхне-Никольский (исключён из списка в 1937 году)[16], Верхне-Михайловский (исключён из списка в 1977 году)[16], Графский, Ильинский, Красноярский, Марковский, Медведицкий, Муравьёв-Амурский, Ново-Михайловский, Ново-Русановский, Павло-Фёдоровский, Сальский, Чичаговский.
- Платоно-Александровский (ныне Приморский край) — станица и 3 посёлка: Комиссаровский, Ново-Качалинский, Ново-Никольский.
- Полтавский (ныне Приморский край) — станица и 5 посёлков: Алексей-Никольский, Константиновский (исключён из списка в 1933 году), Корфовский, Монакинский, Николо-Львовский, Фаддеевский (исключён из списка в 1954 году).

## Численность
В 1901 году в 59 посёлках Уссурийского казачьего войска проживало 14701 человек. В 1907 году существовало 71 казачье поселение, включавшее 2852 двора, где проживало 20753 человек. На 1 января 1913 г. на территории Войска насчитывалось 76 станиц и посёлков, включавших 4393 двора, где проживало 34520 чел. В 1916 году число уссурийских казаков составило 39 900 человек. К 1917 году численность населения Уссурийского казачьего Войска достигла 44434 человек, из них собственно войскового сословия 33823 человека. Это население составило около 8 % от общего числа жителей Приморской области.

## Войсковые части
- Уссурийский казачий полк.

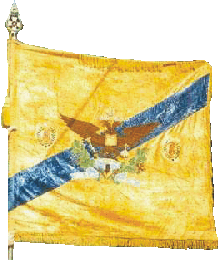
Знамя Уссурийского казачьего войска 1906 года

- Взвод уссурийских казаков в составе лейб-гвардии сводного казачьего полка, куда направлялся для прохождения службы с 1906 года.
- Амурско-Уссурийская казачья флотилия. Функциями флотилии было наблюдение за пограничной линией, поддержания сообщения между прибрежными станциями и посёлками на реках Амур и Уссури, перевозки воинских чинов, команд и грузов в мирное и военное время. В 1894 г. по запросу Войскового Наказного Атамана Приамурских казачьих Войск С. М. Духовского были выделены средства для приобретения судов для флотилии. В составе флотилии были: канонерская лодка «Шилка», переименованная в «Казак Уссурийский», впоследствии переименованный в канонерскую лодку «Пролетарий»; баржа «Лена» и две новых канонерских лодки «Атаман» и «Дозорный», которые были заказаны и построены на заводе Крейтон-Вулкан (фин. Crichton-Vulcan) в финском г. Турку. В разобранном виде на судах Доброфлота они были доставлены во Владивосток, а затем по железной дороге — в Иман, где и была осуществлена сборка. На 2 июня 1897 г. численный состав составил около 50 чел. Для руководства флотилией вводилась должность старшего командира флотилии, приравненная по статусу к должности командира отдельной казачьей сотни, им был Лухманов, Дмитрий Афанасьевич. База АУКФ находилась на р. Уссури в г. Имане.
- Всего к 1917 на действительной службе находилось 57 офицеров и 1972 уссурийских казаков. Из них 483 получили Георгиевские кресты. За время войны 165 казаков убито, 541 ранены и 24 пропали без вести[17].

## Репрессии в 30-е годы XX века
В Советской России уссурийские казаки подверглись, как многие другие народы, политическим репрессиям. Наиболее массовыми были три «очистительных» кампании, проведённые в период раскулачивания крестьянства (конец 20-х — начало 30-х годов), паспортизации населения Дальнего Востока (1933—1934 гг.) и выселения «неблагонадежных элементов» из края (1939 г.).
Кампания по раскулачиванию жестоко ударила по казачеству. Из родных мест были изгнаны прежде всего представители наиболее крепких, экономически сильных казачьих хозяйств. Да и многие казаки среднего достатка не избежали тяжёлой участи раскулаченных.
Следующая после раскулачивания «чистка» края от казачества проводилась в 1933—1934 гг. после принятия постановления ЦИК и СНК СССР от 27 декабря 1932 г. за № 57/1917 «Об установлении единой паспортной системы по Союзу ССР и обязательной прописке паспортов».
Лица, подлежащие выселению, паспортов не получали и обязаны были в 10-дневный срок самостоятельно выехать в нережимные районы страны, то есть, по существу, — с Дальнего Востока, так как к концу паспортизации режимные зоны охватили территорию, где проживало 97 % населения региона.
В приграничье было запрещено проживать тунеядцам (не занятым в общественном производстве), «лишенцам» (лишённым избирательных прав), укрывавшимся кулакам, лицам, отбывшим уголовное наказание по статьям 58 и 59 УК РСФСР, бывшим белым офицерам и жандармам, нарушителям государственной границы, контрабандистам и некоторым другим категориям населения.
В результате одним из итогов введения паспортной системы, которая изначально задумывалась с целью социальной «чистки» городов, на Дальнем Востоке стала более массовая «чистка» сельской местности и, в частности, приграничной полосы Приморья. Именно на сельских жителей региона приходилась наибольшая доля лиц, которым было отказано в выдаче паспортов.
В том же докладе отмечалось, например: «… В Гродековском районе, сильно насыщенном бывшими казаками .., по паспортизации выселено около 16 % населения. В отдельных пограничных селах этого района, например, в с. Духовском, в паспортах отказано до 35 % населения как бывшим белым и контрабандистам. Особенно засоренным в Иманском районе оказалось село Сальское, расположенное в 5 км от госграницы, здесь из 271 чел. получили отказ в паспортах 83 (проходили как контрабандисты и активные участники разных контрреволюционных банд)». Сёла Духовское и Сальское, а также Гродековский район в целом были местами с преимущественно казачьим населением.
Документы показывают сокращение численности сельских жителей в большинстве областей и районов ДВК в 1933—1934 гг. Особенно резко сократилось сельское население в Молотовском (в 2,4 раза), Гродековском (в 1,9 раза) и Ворошиловском (в 1,8 раза) районах, значительно пострадавших от депортаций.
Следующая подобная массовая акция в Приморье, затронувшая уссурийское казачество, имела место в 1939 г. Она рассматривалась властями как превентивная мера обеспечения государственной безопасности в условиях все возрастающей напряжённости на дальневосточных границах.
27 марта 1939 г. в Приморское управление НКВД поступила директива наркома внутренних дел Л. Берии, предлагавшая в кратчайший срок произвести учёт «всякого рода антисоветского элемента», представлявшего собой «базу для деятельности японских и других разведок», и немедленно приступить к очистке г. Владивостока и Приморского края от этих лиц. Под действие директивы подпали бывшие служащие белых армий, бывшие харбинцы, лица, служившие в иностранных фирмах, лица, близкие родственники которых находились за границей, а также те представители уссурийского казачества, в отношении которых имелись материалы о связях их с белоэмигрантами.
Во второй половине 30-х годов бывшие уссурийские казаки продолжали оставаться «неблагонадежной» группой для советского государства, и в этом существенную роль играла деятельность казачьих организаций по ту сторону границы, которых японцы все более активно пытались включить в сферу подготовки агрессии против Советского Союза.
В судьбах казаков, проживавших на советском Дальнем Востоке, трагическим образом сказались не только родственные отношения с эмигрантами, но и открытые заявления их лидеров (в том числе Атамана Семенова), что белоэмигрантские организации имеют хорошие связи в Красной Армии и ячейки своих людей в Забайкалье, Приамурье и Приморье. Это явилось одной из причин широкой волны репрессий, прокатившейся по советским казачьим станицам и посёлкам на Дальнем Востоке в 1937—1938 гг., а годом позже — выселения «неблагонадежного» казачества.

## Великая Отечественная война
В Великой Отечественной войне приняла участие 8-я кавалерийская Дальневосточная Дебреценская Краснознамённая дивизия, в составе которой был 115-й кавалерийский полк, сформированный из забайкальских, амурских и уссурийских казаков.

## Современность

Обелиск доблестным пограничникам Дальнего Востока (Хабаровск).
На левой стороне обелиска расположен барельеф с изображением казака, охраняющего границу

9 июня 1990 года состоялся Учредительный круг Землячества уссурийских казаков во Владивостоке. 28—29 мая 1992 года Большой круг казаков Дальнего Востока принял решение о слиянии Уссурийского казачьего войска Хабаровского и Приморского краёв в единую организацию. В течение мая-июля 1992 года были созданы Славянский округ (Хасанский район); Чичаговский округ (Надеждинский район).
17 июня 1997 года подписан Указ Президента Российской Федерации N 611 «Об утверждении Устава Уссурийского войскового казачьего общества».
В 2010 году Амурское и Уссурийское казачество объединилось в «Уссурийское казачье войсковое общество».
В 2013 году родовые казаки-амурцы приняли решение о выходе из состава Уссурийского войскового казачьего общества. В марте 2014 года в г. Хабаровске на Круге амурских казаков было принято решение о возобновлении деятельности Амурского войскового казачьего общества «Амурское казачье войско» с центром в Благовещенске.
Столица находится в Хабаровске.
Атаманы: с 2010—2016 гг. — казачий полковник Мельников Олег Анатольевич; с 2017 г. по 2022 г. — казачий генерал Степанов Владимир Николаевич, с 2022 г. по н.в. — есаул Александр Александрович Агибалов.
- Окружных казачьих обществ — 8 (Приморский край, Камчатский край, Магаданская область, Сахалинская область, Еврейская автономная область, Хабаровский край, Амурская область, Республика Саха (Якутия)). Членов казачьего войска — 3616 человек[25].
- Городских казачьих обществ — 7.
- Станичных казачьих обществ — 45.
- Хуторских казачьих обществ — 4.

В Хабаровске действует Кадетская школа им. Ф. Ф. Ушакова. Открыта школа в Южно-Сахалинске, кадетская школа-интернат в Якутске и Амурский кадетский корпус в Благовещенске.

## Атаманы[30]
Атаманы Уссурийского казачьего войска:
- в 1881—1888 гг. — генерал-майор Иосиф Гаврилович Баранов,
- в 1889—1897 гг. — генерал-майор Павел Федорович Унтербергер,
- в 1897—1899 гг. — генерал-лейтенант Деан Иванович Субботич,
- в 1899—1902 гг. — генерал-лейтенант Николай Михайлович Чичагов,
- в 1902—1903 гг. — генерал-лейтенант Деан Иванович Субботич,
- в 1903—1905 гг. — генерал-лейтенант Алексей Михайлович Колюбакин,
- в 1905—1910 гг. — генерал-лейтенант Василий Егорович Флуг,
- в 1910—1911 гг. — генерал-лейтенант Иван Николаевич Свечин,
- в 1911—1913 гг. — генерал-лейтенант Михаил Михайлович Манакин,
- в 1914—1916 гг. — генерал-лейтенант Арсений Дмитриевич Сташевский,
- в 1916—1917 гг. — генерал-лейтенант Владимир Александрович Толмачев,
- в 1917—1918 гг. — войсковой старшина Николай Львович Попов,
- в 1918—1920 гг. — подъесаул/генерал-майор Иван Павлович Калмыков,

1920—1997 гг. — <…>
- в 1997—2010 гг. — казачий генерал Виталий Алексеевич Полуянов,
- в 2010—2017 гг. — полковник милиции/казачий полковник Олег Анатольевич Мельников,
- в 2017—2022 гг. — полковник УФСИН/казачий генерал Владимир Николаевич Степанов,
- с 2022 г. — по н.в. — рядовой/есаул Александр Александрович Агибалов.

## Известные личности в истории войска
- Лухманов, Дмитрий Афанасьевич (1867—1946) — Первый старший командир Амурско-Уссурийской казачьей флотилии и командир парохода «Атаман». Прослужил на флотилии до 1901 г.
- Унтербергер, Павел Фридрихович (1842—1921) — Войсковой атаман, генерал-лейтенант.
- Савицкий Юрий Александрович (1890 — после 1922) — Войсковой атаман, генерал-майор.
- Духовский, Сергей Михайлович (1838 — после 1901) — Войсковой Наказной Атаман Приамурских казачьих Войск, много сделавший на благо войска.